# Танок смерті (народна вистава)

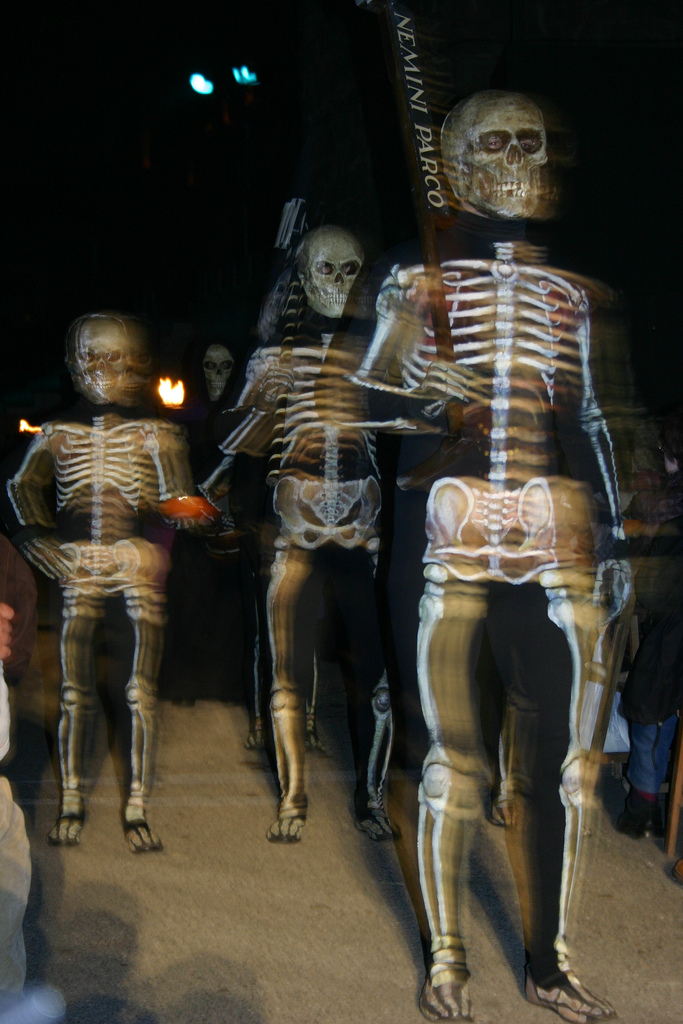
«Танок смерті» у Бержасі, Каталонія.

«Тано́к сме́рті» (кат. dansa de la mort a Verges) — народна вистава у м. Бержас у Каталонії (провінція Жирона), яка є частиною щорічного святкування Пристрастей Христових. Відбувається у Чистий четвер, перед Великоднем.
«Танок смерті» є танцем людей у чорних костюмах з намальованими кістками та черепом, які нагадують кістяк людини. Жанаралітатом Каталонії вистава оголошена «традиційним загальнонаціональним святкуванням» (кат. festa tradicional d'interès nacional).
Схожі святкування існували раніше і в інших містах Каталонії, однак досьогодні вони збереглися лише у Бержасі.